# بوقوس
بوقوس بلدية تابعة دائرة الطارف بولاية الطارف الجزائرية.

## الموقع الجغرافي
تقع بين الزيتونة والقالة يقطنها حوالي 24000 نسمة